# (615) Roswitha
(615) Roswitha ist ein Asteroid des Hauptgürtels, dessen Durchmesser auf etwa 50 km geschätzt wird.
Er wurde am 11. Oktober 1906 von August Kopff in Heidelberg entdeckt.